# Schänibek Älimchanuly
Schänibek Älimchanuly (kasachisch Жәнібек Әлімханұлы, russisch Жанибек Алимханулы ‚Schanibek Alimchanuly‘, auch Zhanibek Alimkhanuly; * 1. April 1993 in Zhilandy bei Astana) ist ein kasachischer Profiboxer und aktueller WBO- und IBF-Weltmeister im Mittelgewicht.
Sein größter Erfolg als Amateur war der Gewinn der Goldmedaille im Mittelgewicht bei der Weltmeisterschaft 2013.

## Amateurkarriere
Älimchanuly begann im Alter von sieben Jahren mit dem Boxsport und bestritt rund 300 Amateurkämpfe. Im Nachwuchsbereich war er Achtelfinalist der Junioren-Weltmeisterschaft 2009 in Jerewan und Viertelfinalist der Jugend-Weltmeisterschaft 2010 in Baku.
2013 gewann er die Asienmeisterschaft in Amman und die Weltmeisterschaft in Almaty, wobei er Soltan Migitinow, Juan Mercado, Bogdan Juratoni, Anthony Fowler und Jason Quigley besiegen konnte. Eine weitere Goldmedaille gewann er bei den Asienspielen 2014 in Incheon.
Bei der Asienmeisterschaft 2015 in Bangkok unterlag er im Viertelfinale mit 1:2 gegen Bektemir Meliqoʻziyev und bei der Weltmeisterschaft 2015 in Doha ebenfalls im Viertelfinale mit 1:2 gegen Michael O’Reilly.
Nach dem Gewinn der asiatischen Olympiaqualifikation 2016 startete er bei den Olympischen Sommerspielen 2016 in Rio de Janeiro; nach Siegen gegen Anthony Fowler und Ilyas Abbadi, schied er im Viertelfinale mit 1:2 gegen Kamran Şahsuvarlı aus.

## Profikarriere
Am 29. Oktober 2016 gewann er sein Profidebüt. Er steht bei Top Rank unter Vertrag und wird von Buddy McGirt trainiert. Im April 2019 gewann er den Titel WBC Continental Americas im Mittelgewicht und konnte diesen viermal verteidigen, darunter gegen Robert Brant und Hassan N’Dam N’Jikam.
Am 21. Mai 2022 besiegte er den ebenfalls ungeschlagenen Danny Dignum durch K. o. in der zweiten Runde und wurde dadurch Interims-Weltmeister der WBO im Mittelgewicht. Am 30. August 2022 wurde er dann zum regulären WBO-Weltmeister ernannt und gewann seine erste Titelverteidigung am 12. November 2022 einstimmig gegen Denzel Bentley. Seine nächste Titelverteidigung gewann er am 13. Mai 2023 durch K. o. in der ersten Runde gegen Steven Butler.
Am 14. Oktober 2023 gewann er einen Titel-Vereinigungskampf gegen den IBF-Weltmeister Vincenzo Gualtieri durch TKO in Runde 6.